# Habib Chaab
Habib Chaab (tiếng Ba Tư: حبیب اسیود) (1973-2023) là một nhà hoạt động chính trị người Thụy Điển gốc Iran, người sáng lập và là cựu lãnh đạo của Phong trào Đấu tranh Ả Rập để Giải phóng Ahvaz.